# 克丽丝滕·托尔斯
克丽丝滕·托尔斯（英語：Kristen Towers，1976年10月12日—），澳大利亚女子曲棍球运动员。她曾代表澳大利亚国家队参加1998年英联邦运动会曲棍球比赛，获得一枚金牌。

## 家庭
孪生姐妹朱莉·托尔斯。